# リンコン・デル・ボネテ湖
リンコン・デル・ボネテ湖（リンコン・デル・ボネテこ、スペイン語: Lago Rincón del Bonete）は、 ウルグアイで最大の淡水湖である。湖はタクアレンボー県の南部とドゥラスノ県の北部の境界部分にあり、国の中央に位置している。
この湖はネグロ川を堰き止めたダムによってできた人造湖である。ダムは1945年に建設され、湖の面積は約1,240平方キロメートルある。

## イメージ

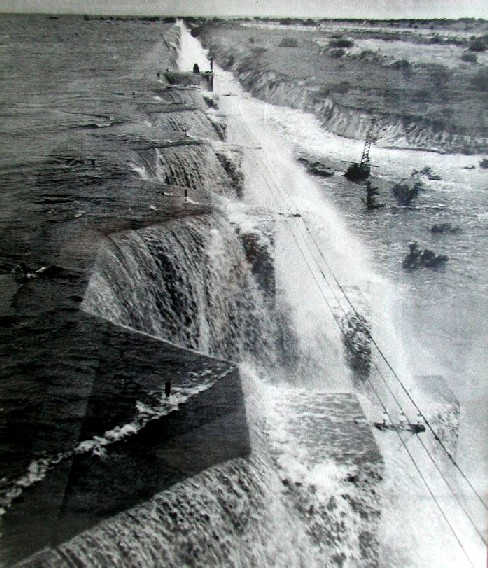
1959年の洪水時のリンコン・デル・ボネテダム

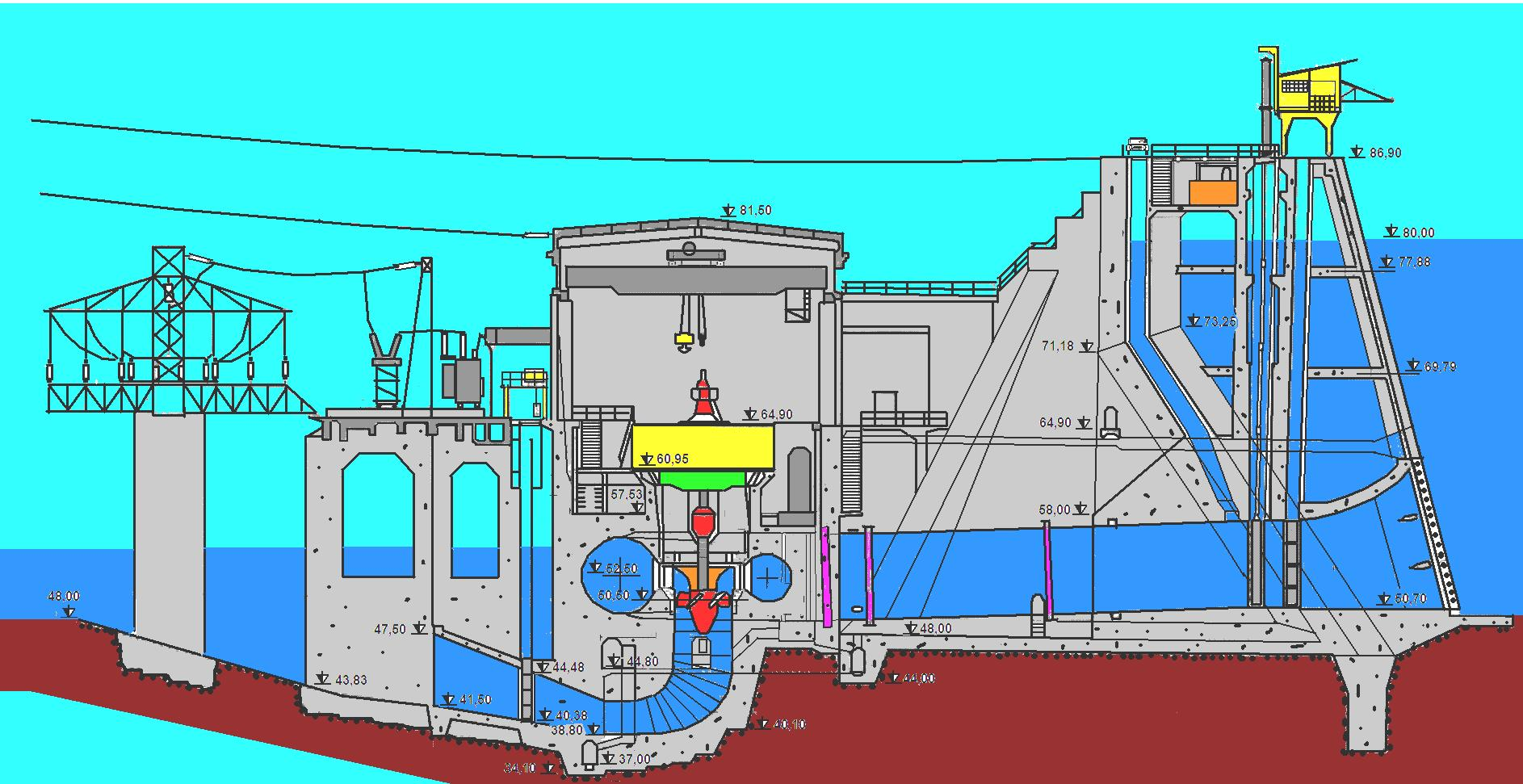
リンコン・デル・ボネテ水力発電所の断面図